# Мейер, Виктор
Ви́ктор Ме́йер (нем. Victor Meyer;  	8 сентября 1848, Берлин, королевство Пруссия — 8 августа 1897, Гейдельберг) — немецкий химик и исследователь, прославившийся открытием множества веществ и изобретением «реакции Мейера», названной в его честь.

## Биография
Отец, Жак Мейер, занимался книгопечатанием и торговлей, мать Берта Мейер, была домохозяйкой. Изучал химию в Гейдельберге и Берлине. В 1871 году он был приглашён заведовать кафедрой органической химии в университет Штутгарта. С 1872 по 1885 год он работал в Цюрихском политехническом институте. В 1885 году Виктор Мейер работал профессором в Гёттингене и, наконец, в 1889 году — в университете Гейдельберга. Среди его известных учеников - Генрих Бильц.
Виктор Мейер был женат на Хедвиг Давидсон (1851—1936). У супружеской пары была общая дочь. В течение последних лет жизни Виктора Мейера часто мучила депрессия. Во время одного такого депрессивного эпизода он покончил жизнь самоубийством.

## Научные открытия
Виктор Мейер разработал в 1878 году метод по определению молярной массы жидких соединений при помощи аппарата, названного в его честь аппаратом Виктора Мейера. Он также обнаружил органические нитросоединения, открыл в 1882 году новое вещество, которое назвал «тиофен» и впервые выделил в чистом виде и описал физиологическое действие горчичного газа (S-Lost). Ввел в обращение термин «стереохимия». Открытая им реакция синтеза нитросоединений получила название в его честь.